# Alexeter hypargyrici
Alexeter hypargyrici är en stekelart som först beskrevs av Hinz 1996.  Alexeter hypargyrici ingår i släktet Alexeter och familjen brokparasitsteklar. Inga underarter finns listade i Catalogue of Life.